# Ветхозаветные чудеса
Ветхозаветные чудеса — та часть из множества библейских (Священное Писание) чудес, о которых повествует Ветхий Завет.

## Чудеса, совершённые непосредственно Богом
- Енох (Энох), взятый на небо (Быт. 5:24, Евр. 11:5)[1].
- Смешение языков (Быт. 11:7—9)[1].
- Переход[англ.] через Чермное море (Исх. 14:15—31)[1].
- Манна небесная (Исх. 16:4—35)[1].
- Перепелы (Чис. 11:18—32)[1].
- Мариам, поражённая проказой (Чис. 12:10—15)[1].
- Чудесная вода (Суд. 15:18, 19)[1].
- Илия, питаемый во́ранами (3Цар. 17:2—6)[1].
- Илия, взятый на небо (4Цар. 2:9—12)[1].
- Три отрока в пещи огненной (Дан. 3:16—28)[1].
- Даниил во рву львином[англ.] (Дан. 6:20—24, 27)[1].

## Чудеса избранных мужей
- Чудеса, совершённые Моисеем[1]:
  - услаждённые воды Мерры (Исх. 15:23, 25),
  - вода из камня в Хориве (Исх. 17:6),
  - то же в Кадисе (Чис. 20:8—11);
- чудеса, совершённые Иисусом Навином[1]:
  - воды Иордана встали (Нав. 3:13—17),
  - солнце и луна останавливаются (Нав. 10:12—14);
- чудеса пророка Илии[1]:
  - мука и масло вдовы сарептской (3Цар. 17:14—16),
  - воскрешенный сын вдовы сарептской (3Цар. 17:17—23),
  - разделённые воды Иордана (4Цар. 2:8);
- чудеса пророка Елисея (евр. Элиша)[1]:
  - разделённые воды Иордана (4Цар. 2:14),
  - воды сделавшиеся здоровыми (4Цар. 2:19—22),
  - воскрешённый сын Сонамитянки (4Цар. 4:32—35);
- чудеса пророка Исаии[1]:
  - исцеление Езекии (4Цар. 20:17),
  - возвращение назад тени солнечных часов (4Цар. 20:9—11).